# اپیفانیوس سالامیس
اپیفانیوس سالامیس (زبان یونانی: Ἐπιφάνιος؛ حدود ۳۱۰–۳۲۰ – ۴۰۳ (سن ۸۲–۹۳)) قدیس مسیحی اهل روم باستان و اسقف شهر سلامیس در مسیحیت در قرن چهارم بود.